# Linstead Magna
Linstead Magna är en civil parish i distriktet East Suffolk i Suffolk i England. Den har 55 invånare (2001).